# TAF (compagnie)
Pour les articles homonymes, voir TAF.

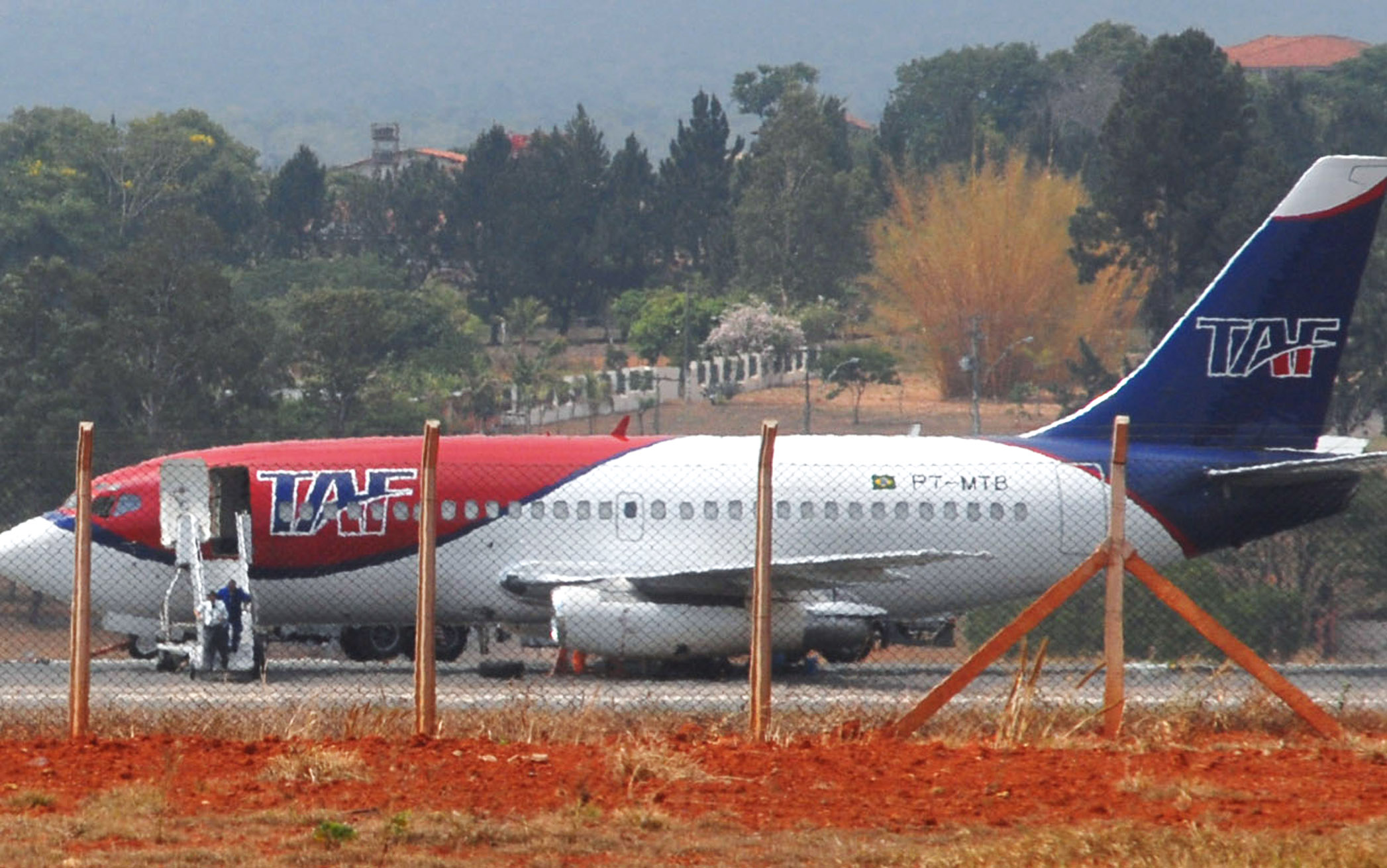

TAF, acronyme signifiant « Transportos Aereos Fortaleza - Linhas Aeréas », est une compagnie aérienne domestique brésilienne basée à Fortaleza. 

## Liaisons
Cette compagnie relie Fortaleza, Macapá, Belém, Salvador, Recife et Cayenne en Guyane française.

## Matériel
Sa flotte est essentiellement composée de Boeing 737, Beechcraft C90 King Air, Embraer EMB 110 Bandeirante et des Cessna Citation pour son trafic passager. Elle possède aussi des Boeing 727 version cargo pour son activité de fret. 